# 안창호 (1951년)
안창호 (安昌浩, 1951년 8월 19일 - ) 박사는 렉산 제약 (Rexahn Pharmaceuticals, Inc.)의 설립자로서, 현재 동 회사 회장 겸 최고 경영자로 역임하고 있다. 안창호 박사는 서울대 약대와 미국 크레이튼 대 약학대를 졸업했으며 오하이오 주립대에서 약리학 박사학위를 취득후 미국 에모리대 의대에서 박사후 과정 연구를 수행하였다. 미국 국립 보건원(National Institutes of Health NIH)의 일부인 국립 암 연구소 (National Cancer Institute, NCI)의 연구원으로 활동하였으며, 그 후 미국 식품 의약청 (Food and Drug Administration, FDA)의 수석 심의관 겸 분자 약리학 실장으로서 신약 개발을 위한 연방정부의 가이드라인들 만들었다. 안창호 박사가 설립한 렉산 제약은 2008년 미국증권거래소(AMEX)와 뉴욕 증권거래소(NYSE Amex)에 상장된 바 있으며 같은 해 6월 러셀 2000 지수에 편입되었다.

## 약력
안창호 박사는 1951년 8월 19일 서울 출생으로, 서울대 약학대학 학생회장을 역임했다. 1974년 졸업 후 병역을 마친 다음 1978년 도미한 안창호 박사는, 1980년에 크레이튼대 약학대학 (Creighton University)을 최우등 졸업하였다. 그 후 오하이오 주립대(Ohio State University)에서 박사학위를 취득하였으며 (1985), 에모리 의대에서 박사후 연구원 과정을 밟았다. 미 국립 암 연구소(NCI)에서 암에 관한 연구를 진행했으며 (1986-1988) 1988년부터 2001년까지 미국 식약청 (FDA)에서 수석 심의관과 분자약리학 실장으로 재직한 바 있다. 미국 식약청에서 의약 개발을 위한 연방 정부 및 ICH (International Conference on Harmonization) 가이드라인들의 저자 및 공저자이며 DNA에 기반한 의약품의 개발을 위한 가이드라인의 주저자이다.

## 렉산 제약 설립
2001년 3월 렉산 제약을 설립한 안창호 박사는, 2010년 2월 현재 항암제 알켁신(Archexin), 항우울제 설덱신(Serdaxin), 발기부전 치료제 조락셀(Zoraxel)과 같은 약들의 개발에 중추적인 역할을 담당하였다. 렉산 제약은 미국증권거래소(AMEX)및 뉴욕 증권거래소(NYSE Amex)에2008년 상장되었으며, 같은 해 6월 러셀 2000지수에 편입되었다. 2009년 6월에는 테바(Teva Pharmaceuticals)와 차세대 항암제인 RX-3117의 개발 및 상품화에 관한 파트너쉽 계약을 체결했다.

## 사회 활동
안창호 박사는 1990년 생의약학회 (Society of Biomedical Research)를 공동 창립하고, 2001년부터 3년간 학회장을 역임했다. 2002년 열린 오송 국제 바이오 엑스포 (Osong International Bio Exposition)의 해외 조직위원장으로 활동한 안창호 박사는, 2003년과 2004년에는 한미 바이오 산업협력포럼 총회장으로도 활동했다. 2003년에는 충청북도가 수여하는 명예 도민상을 수상하였으며 2007년에는 워싱턴 포럼의 한•미 FTA 위원장으로 위촉된 바 있다.

## 언론 활동
안창호 박사는 바이오메디컬 리서치 저널 (Journal of Biomedical Research), 바이오 포커스(Bio Focus)의 편집장이었으며 매일경제와 한경의 칼럼니스트로 활동했다.

## 기타 사항
안창호 박사는 마르퀴즈 (Marquis)가 선정한 후즈 인 아메리카 (Who’s Who in America), 후즈 인 어메리카 사이언스 앤 엔지니어링(Who's Who in America- Science and Engineering) 등의 세계적 인명 사정에 등재되어 있다. 또한 2006년에는Gazette News에 의해 메릴랜드주의 유력 CEO 25인(Maryland's 25 CEOs You Need to Know)에 선정되기도 하였다.